# Evan Ross
Evan Olav Næss (Greenwich, 26 agosto 1988) è un attore e musicista statunitense.
Figlio di Diana Ross e di Arne Næss, Jr., è noto principalmente per il suo ruolo di Julie in Greta e per aver interpretato Charlie nella serie televisiva 90210, spin-off del celebre Beverly Hills 90210.

## Infanzia
Ross nasce il 26 agosto 1988 a Greenwich, Connecticut, figlio di Diana Ross e dell'uomo d'affari e alpinista Arne Næss Jr, nipote del filosofo Arne Næss. Ha tre sorelle (Rhonda Ross Kendrick, Tracee Ellis Ross e Chudney Ross) da parte di madre, tre fratelli e due sorelle (Christoffer, Nicklas, Louis, Leona Næss e Katinka) da parte di padre e un solo fratello, Ross Næss, da parte di entrambi i genitori. Il padre di Evan, Arne, ha perso la vita nel 2004 in un incidente accaduto nel corso di un'arrampicata in Sudafrica. È sposato con Ashlee Simpson da cui ha avuto un figlio.

## Carriera
Evan si dedica alla recitazione sin dagli anni delle scuole superiori. Il suo primo ruolo significativo arriva nel 2006, anno in cui compare nel film ATL, al fianco dei rapper T.I. e Big Boi. Nel 2007 riceve critiche entusiastiche per la sua interpretazione in Life Support, in cui recita assieme a Queen Latifah; del cast fa parte anche Tracee Ellis Ross, che interpreta la sorella maggiore di Evan (quale è nella realtà).
Successivamente appare nel film biografico Pride e in un episodio della sitcom Girlfriends. Negli anni seguenti recita in Linewatch al fianco di Cuba Gooding Jr., in Life Is Hot in Cracktown e in Greta, al fianco di Hilary Duff, Ellen Burstyn e Melissa Leo; partecipa anche ai video di Notorious B.I.G. Nasty Girl e di Lionel Richie Just Go.
Nel 2010 viene ingaggiato nella serie televisiva 90210, in cui interpreta il fratellastro di Liam Court, Charlie, che vive per breve tempo una relazione con Annie, interpretata da Shenae Grimes.
Nel 2011 torna sul grande schermo recitando al fianco di Danny Glover e Nia Long nel film Mooz-lum, diretto da Qasim "Q" Basir.
Dopo aver iniziato a registrare un proprio disco nel 2007, nel febbraio 2011 Evan ha inaugurato la carriera di cantante con l'uscita del primo singolo, Yes, me, prodotto da Tony DeNiro che ne è anche coautore.

## Filmografia

### Cinema
- ATL, regia di Chris Robinson (2006)
- Pride, regia di Sunu Gonera (2007)
- Linewatch - La scelta (Linewatch), regia di Kevin Bray (2008)
- Life Is Hot in Cracktown, regia di Buddy Giovinazzo (2009)
- Greta, regia di Nancy Bardawil (2009)
- Black Water Transit, regia di Tony Kaye (2009)
- Mooz-lum, regia di Qasim Basir (2011)
- Questioni di famiglia (The Family Tree), regia di Vivi Friedman (2011)
- A casa con Jeff (Jeff, Who Lives at Home), regia di Jay Duplass e Mark Duplass (2011)
- Supremacy - La razza eletta (Supremacy) , regia di Deon Taylor (2014)
- Hunger Games - Il canto della rivolta - Parte 1 (The Hunger Games: Mockingjay - Part 1), regia di Francis Lawrence (2014)
- Hunger Games - Il canto della rivolta - Parte 2 (The Hunger Games: Mockingjay - Part 2), regia di Francis Lawrence (2015)
- Gli Stati Uniti contro Billie Holiday (The United States vs. Billie Holiday), regia di Lee Daniels (2021)

### Televisione
- Life Support, regia di Nelson George – film TV (2007)
- Girlfriends – serie TV, episodio 8x12 (2008)
- 90210 – serie TV, 9 episodi (2010-2011)
- Wicked City – serie TV, 8 episodi (2015)
- Star – serie TV, 23 episodi (2017-2019)

## Doppiatori italiani
Nelle versioni in italiano delle opere in cui ha recitato, Evan Ross è stato doppiato da:
- Marco Barbato in Pride
- Alberto Franco in Supremacy - La razza eletta
- Federico Viola in Gli Stati Uniti contro Billie Holiday